# 科洛韦西国家公园
科洛韦西国家公园（芬蘭語：Koloveden kansallispuisto）是芬蘭的一個國家公園，位於芬蘭的南薩沃尼亞區埃农科斯基和萨翁林纳及北卡累利阿區黑奈韦西境内。公園面積为60平方（23.2平方英里），成立於1990年，并由芬兰森林管理局来管理。
科洛韦西国家公园景色荒野，国家公园的保护对象为塞马湖自然岛屿风光、塞马环斑海豹的生存环境和芬兰南部的森林风光。在国家公园里可以进行划船和划艇露营活动。该国家公园的特有景色是冰川时期所形成的从水中急剧升起的岩石悬崖。该地区也有岩画。

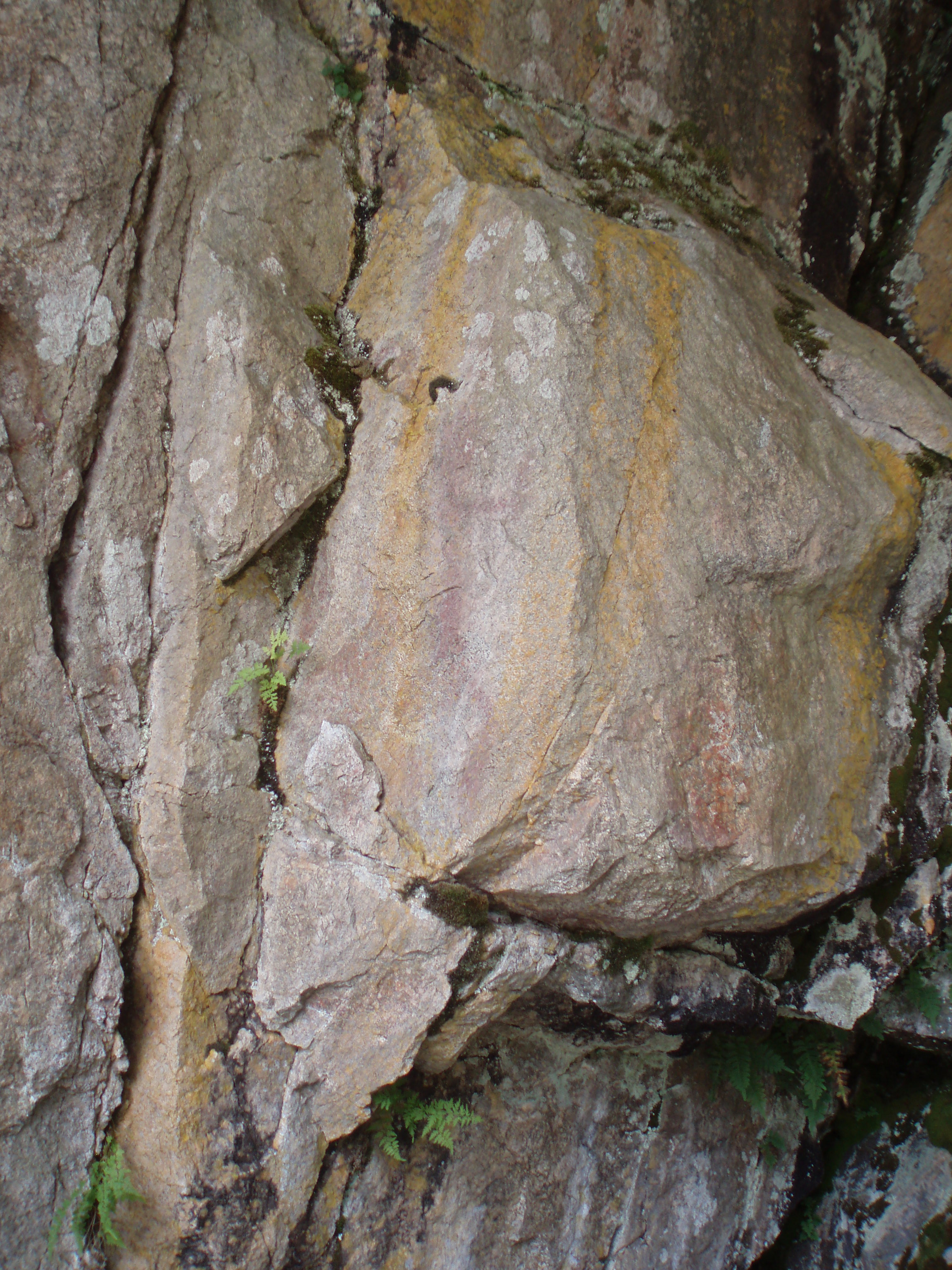
岩画
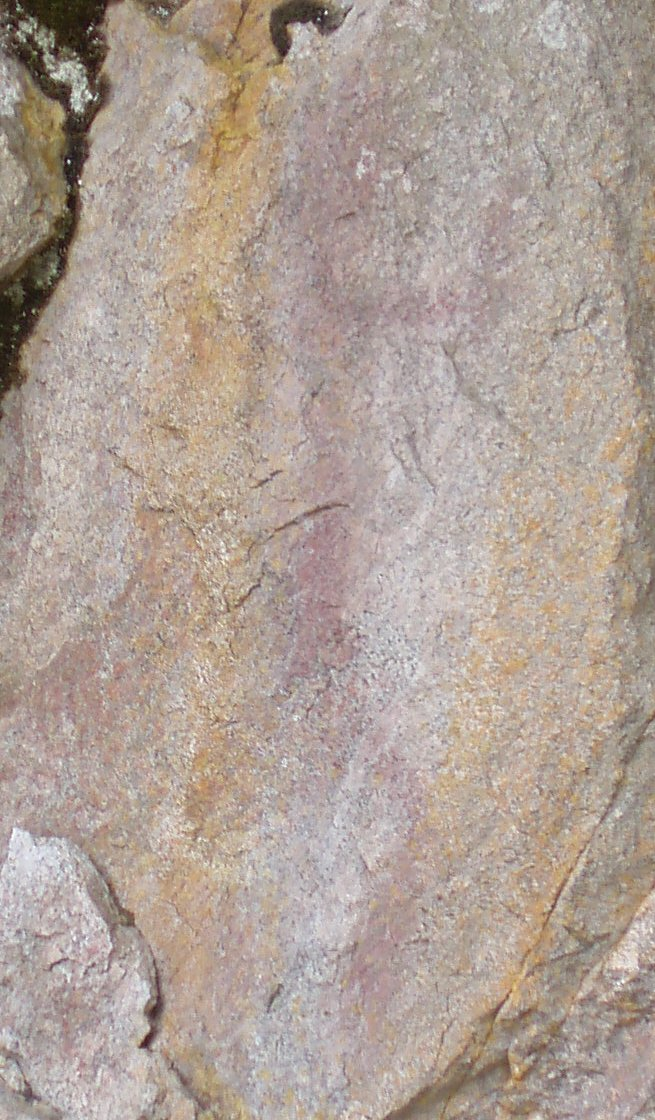
岩画
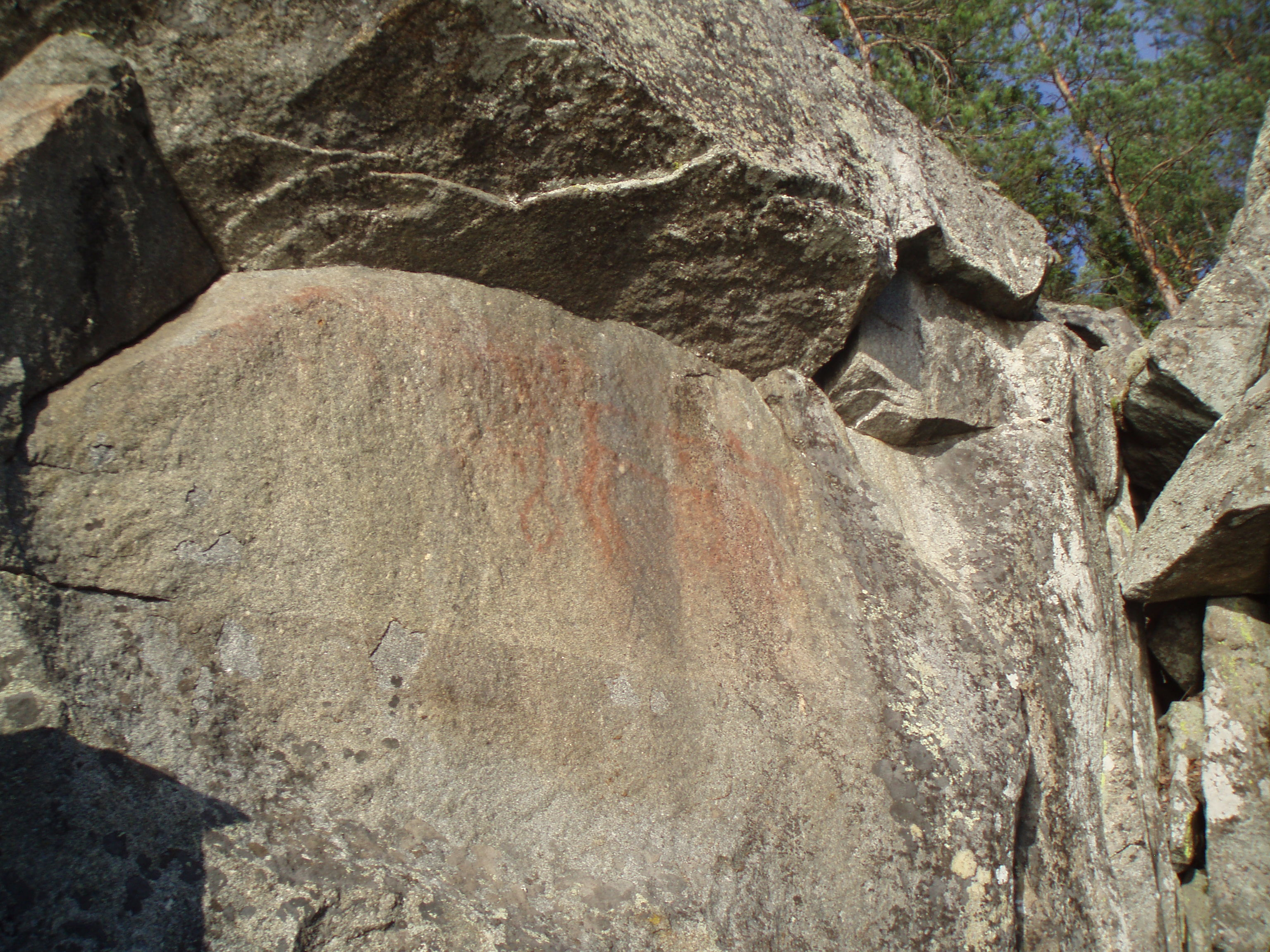
岩画
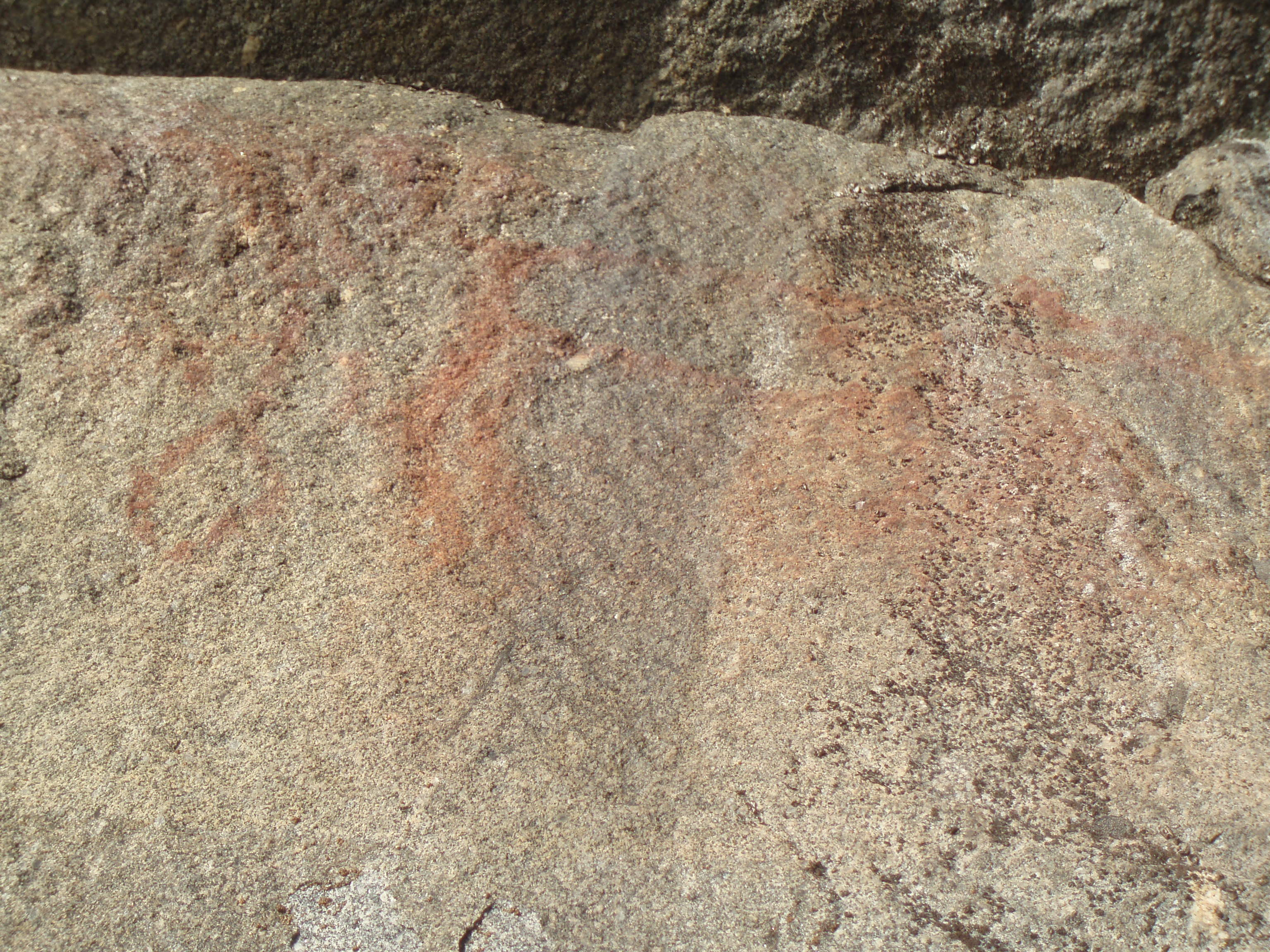
岩画